# 선폭 증대
선폭 증대에 대해 설명한다.

## 선폭증대와 편이
스펙트럼 라인은 단일 진동수가 아닌 한 범위의 진동수로 확장된다.(즉, 선폭이 0이 아니다.) 게다가, 그 중심 파장은 겉보기에 이동되어 보일 수도 있다. 이를 편이되었다고 한다. 이 증대와 편이에 대한 몇 가지 원인이 있다. 이러한 원인으로 국부적인 상태와 확장하는 상태의 두 가지 큰 범주로 나뉠 수 있다. 국부 상태에 의한 증대는 빛을 발하는 원소의 주위의 작은 영역에 묶인 영향에 의해 생기며, 보통 국부 열역학적평형을 이룰 수 있을 정도로 충분히 작다. 확장된 상태에 의한 증대는 관찰자의 시선의 경로상의 움직임으로 스펙트럼 분포가 변화할 수 있다. 또한 각각의 먼 영역의 파장으로부터 방사선이 결합되어 나타날 수도 있다.

### 국부효과에 의한 선폭증대

#### 자연선폭증대(Natural broadening)
이것은 불확정성의 원리에 관련되어, 한 에너지나 어떠한 상태에서의 유지 수명이 불확실 적이라는 것에서 나타난다.(The Spontaneous emission radiative decay 또는 The Auger effect에 의해 나타난다.) 짧은 수명은 큰 불확실적 에너지와 넓은 방출선을 나타내야한다. 이 선폭증대는 로렌츠 함수에 의해 편의되는 것이 아니다. 자연 선폭증대는 부자연스럽게 억제 또는 강화되수 있는 붕괴율에 확장에 대하여만 극도로 예민하다.

#### 열적 도플러 선폭증대(Thermal Doppler broadening)
방출선을 내는 가스의 원자는 속도분포를 갖을 것이다. 각각의 광자는 관찰자로부터 상대적인 움직임에 대해 ‘적색’ 또는 ‘청색’ 편이를 일으킬 것이다. 높은 온도의 가스일수록, 각각의 입자의 상대적 움직임에 대한 다양한 속도분포 때문에 넓은 스펙트럼을 갖게 될 것이다. 이 선폭증대의 분포는 가우스 분포에 의해 기술된다.

#### 압력 선폭증대(Pressure broadening)
주변에 입자에 대해서 방출되는 방사선은 그 각각의 입자의 상호작용에 영향을 받는다. 이들은 다음 과 같다.
- “충격압력 선폭증대 또는 충돌 선폭증대: 빛을 내는 입자와 다른 입자가 부딪히면서 그 입자의 방출 과정을 변화시키고, 다른 불확실한 에너지를 방출하게 되게 에너지를 교환한다.

. 충돌시간은 되어가라앉음에의한 방출과정보다 훨씬 짧은 시간에 이루어진다. 이 효과는 가스의 밀도와 온도에 모두 의존한다. 이 선폭증대는 로렌츠 함수에 의하여 표현되고, 편의현상이 있을 수 있다.
- 준 정적 압력 선폭증대(Quasistatic pressure broadening): 다른 입자의 존재는 방출선의 진동수에 변화를 주어 방출 입자의 에너지 준위를 편의 시킨다. 이 효과에 대해서는 가스 밀도에는 의존하는 반면에 온도에 대해서는 구분되지 않는다. 섭동 입자간 거리에 상응하는 섭동력의 함수형태에 의해 선단면의 형태가 경정된다. 또한 중심파장의 변화가 있을 수도 있다. 안정적인 분포는 준정적 압력 선폭증대로부터 선모델에 대한 일반적인 표현이다.[2]

압력 선폭증대는 자연적인것과 힘에 의한 것으로 다음과 같이 분류한다.:
- 선형 스타르크 증폭(Linear Stark broadening): 전기장의 세기의 선형 에너지 변화에 의해 생겨진 전기장과 방출원소간의 상호작용으로 선형 스타르크 효과가 발생하게 된다. {\displaystyle (\Delta E\sim 1/r^{2})}
- 공명 선대증폭(Resonance broadening) 에너지 교환이 가능한 방출입자와, 같은 형태의 섭동입자일 때 발생한다. {\displaystyle (\Delta E\sim 1/r^{3})}
- 이차 스타르크 선폭증대(Quadratic Stark broadening) 전기장세기의 차이가 에너지 변화를 야기해 전기장과 방출입자의 상호작용의 결과로 이차 스타르크 효과를 통해 발생한다. {\displaystyle (\Delta E\sim 1/r^{4})}
- 반 데르 발스 선폭증대(Van der Waals broadening) 방출입자가 반데르 발스 힘에 의해 교란될 때 발생한다. 레비 분포를 따른다."반 데르 발스 단면도"는 종종 일반적 단면을 설명하는데 유용하다. 거리의 함수로서 에너지의 이동은 레너드-존스 가능성에 의해 주어진다.{\displaystyle (\Delta E\sim 1/r^{6})}

#### 비균질 선폭 증대(Inhomogeneous broadening)
비균질 선폭증대(Inhomogeneous broadening) 일부 광자가 다른 국부 환경에서 상이한 진동수로 방출될 수 있기 때문에, 이를 확장하고자 대입한 일반적인 용어이다. 이 용어는 표면 입자 경계 및 화학적 양자론의 변화가 점유하는 일정한 원자에 대해 다양한 환경으로 만들 수 있게 한다. 액체에 대하여 비균질 선대 증폭은운동한정(motional narrowing)라 불리는 과정에 의해 감소 될 수 있다.

### 비 국부 영향에 의한 선폭증대
증폭의 몇 가지 확실한 종류는 단순히 방출입자영역의 상태보다 우주의 넓은 영역을 넘은 상태의 결과로 증폭된다.

#### 불투명 선폭증대(Opacity broadening)
우주를 통과해 이동함에 따라서 우주의 특정 지점에서 방출된 전자기 방사선이 흡수 될 수 있다. 이 흡수는 파장에 따라 달라진다. 중심보다 재흡수 가능성이 더 낮은 선 날개의 광자에 의해 선이 증폭되는 것이다. 실제로, 중심 주변의 흡수선은 ‘’자가반전(self reversal)‘’이 일어날 확률이 날개보다 중심에서 더 적은 세기로 나타난다. 이 과정을 ‘’자가 흡수(self-avsorption)이라고도 한다.

#### 육안으로 보이는 도플러 선폭증대(Macroscopic Doppler broadening)
움직이는 소스에 의해 방출되는 방사선은 시선속도의 투영된 값으로 도플러 편의된다. 발광체의 다른 부분들이 시선 방향에 각각이 다른 속도를 갖고 있으면, 그 결과로 선은 속도붙포에 비례하는 폭을 갖게 증폭되어 보인다. 예를 들어, 방사선은 별처럼 먼 회전체로부터 방출되는 것은 시선방향의 속도가 별의 양측 사리드에서의 속도가 달라 시선 속도에서의 변화에 의해 증폭될 것이다. 더큰 회전비율은 더 폭 넒은 라인을 만든다. 다른 예로는 Z-pinch에서 내파하는 플라즈마를 든다.

### 혼합 효과
이러한 과정들은 각각 다른 것들과 독립적으로 혹은 조합되어 사용할 수 있다. 각 효과가 독립적이라고 가정하고, 관측된 선 단면은 각 메커니즘의 선단면의 난해하게 얽히게 된다. 예를 들어, 도플러 증폭과 충격압 증폭의 결합은 보이트 단면(Voigt profile)을 나타낸다.
하지만 다른 선폭증대 메카니즘은 항상 독립적이지 않다. 예를 들면 충돌에 의한 효과와 운동적 도플러 편의는 Dicke effect로 잘 알려진 협소 공간 충돌과 같은 상황의 결과로 나타나면서 논리에 맞게 작용할 수 있다.

## 참조
1. ↑  For example, in the following article, decay was suppressed via a microwave cavity, thus reducing the natural broadening: Gabrielse, Gerald; H. Dehmelt (1985). “Observation of Inhibited Spontaneous Emission”. 《Physical Review Letters》 55 (1): 67–70. Bibcode:1985PhRvL..55...67G. doi:10.1103/PhysRevLett.55.67. PMID 10031682.
2. ↑  Peach, G. (1981). “Theory of the pressure broadening and shift of spectral lines”. 《Advances in Physics》 30 (3): 367–474. Bibcode:1981AdPhy..30..367P. doi:10.1080/00018738100101467. 2013년 1월 14일에 원본 문서에서 보존된 문서. 2010년 10월 14일에 확인함.